# Группа в Китае
«Группа в Китае» (англ. Band in China) — второй эпизод двадцать третьего сезона американского мультсериала «Южный Парк». Премьера эпизода состоялась на Comedy Central в США 2 октября 2019 года. Стэн со своей группой снимается в байопике, а Рэнди пытается наладить продажи марихуаны в Китай. Этот эпизод пародирует цензуру средств массовой информации в Китае и то, как американская индустрия развлечений старается ей соответствовать.
Английское название эпизода омофонично словосочетанию «запрещено в Китае» (Banned in China). В результате критического изображения жизни в современном Китае в эпизоде, китайское правительство полностью запретило сериал, что в свою очередь вызвало критику со стороны создателей шоу.

## Сюжет
Стэн Марш пишет песню для своей новой дэт-металлической группы «Багровый рассвет» (Crimson Dawn), в которую также входят Баттерс, Кенни и Джимми. Его отец Рэнди собирает семейную встречу, на которой объявляет, что планирует продавать продукцию «Фермы порядочности» (Tegridy Farms) в Китае, и для этого он должен слетать туда. В самолёте Рэнди видит, что многие другие, включая игроков НБА и персонажей из франшиз, принадлежащих Диснею, также собираются продавать что-то в Китае. По прибытии в Китай его арестовывают, когда полицейские в аэропорту обнаруживают, что его чемодан полон марихуаны. Рэнди помещают в тюрьму, где он становится свидетелем казни без надлежащего судебного разбирательства и подвергается перевоспитанию посредством труда, пыток и клятв верности коммунистической партии. Там Рэнди встречает Винни-Пуха и Пятачка, которых запретили в Китае после появления популярного мема, сравнивающего Си Цзиньпина с Винни-Пухом. Когда Рэнди предстаёт перед судом, он критикует китайское правительство за то, как оно обращается с заключёнными, обвиняя правительство в отсутствии «порядочности». Микки Маус узнаёт об этой критике и отчитывает Рэнди, так как подобные случаи могут привести к потере китайского рынка, но Рэнди возражает, что бизнес не должен вестись на основе запугивания, и рассказывает ему свою идею экспорта марихуаны в Китай. Затем Микки и Рэнди предлагают эту идею китайским чиновникам, но они отказываются, и Микки думает, что это из-за Винни-Пуха. Рэнди заманивает Винни-Пуха в пустынный переулок при помощи горшка с мёдом. Когда Винни походит к горшку, Рэнди нападает и убивает его. После этого Рэнди возвращается домой.
Тем временем во время репетиции группы «Багровый рассвет» к ребятам приходит продюсер и предлагает им снять байопик про группу, поскольку альбомы и туры больше не приносят прибыли. Когда обсуждается сценарий фильма, выясняется, что некоторые его части необходимо отредактировать, чтобы китайская цензура пропустила фильм. Во время съёмок фильма «Багровый рассвет» цензура усиливается, чтобы китайские чиновники одобрили его содержание. Продюсер просит Стэна переписать сценарий «от чистого сердца», но на практике это означает, что китайский цензор в буквальном смысле стоит у него за спиной во время написания новой версии и корректирует чуть ли не каждое предложение. Вместе со своими коллегами по группе Кенни, Баттерсом и Джимми он понимает, что китайская цензура пропустит только что-то «слащавое». В этот момент Кайл и Картман возвращаются из центра временного содержания, в который они попали в прошлой серии, и вместе со Стэном они решают воссоздать свою группу «Фингертрах» (Fingerbang) для съёмок нового байопика. Однако затем Стэн решает, что идти на компромисс с китайскими цензорами — это неправильно.
Продукция «Фермы порядочности» становится легальной в Китае. Когда самосвал выгружает кучу денег перед домом Маршей, Стэн спрашивает Рэнди во время семейного обеда, почему он весь в мёде и крови. Рэнди признаёт, что убил Винни-Пуха, и Стэн спокойно встаёт из-за стола и идёт писать ещё одну песню о своём отце.

## Отзывы
Райан Паркер из The Hollywood Reporter отметил, что основной мишенью для критики в эпизоде стал канал Disney+ за его стремление соответствовать желаниям китайских цензоров.
Джон Хьюгар из The A.V. Club поставил эпизоду оценку «B», назвав его «сильным». Он сравнил решение Паркера и Стоуна критиковать роль, которую китайское правительство играет в американской индустрии развлечений, с прошлыми случаями, когда они демонстрировали такую же смелость в выборе цели, как, например, когда они комментировали изображения пророка Мухаммеда в СМИ в прошлых эпизодах. Хьюгар считает, что арест Рэнди из-за его неспособности изучить законы о марихуане в Китае был одним из самых забавных моментов в серии. Он также высоко оценил момент, когда «Багровый рассвет» неожиданно начал играть жёсткий дэт-метал, и использование Микки Мауса как для разрядки напряженных сцен, так и в качестве ключевой части завершения истории.
Дани Ди Пласидо из Forbes отметил, что этот эпизод был «веселым и удручающе проницательным» благодаря контрасту между решением Стэна и выбором Рэнди, поставившим прибыль выше принципа.
Джо Матар из Den of Geek был менее щедрым, поставим эпизоду 2 из 5 звезд. На его взгляд, решение связать сюжетные линии Стэна и Рэнди с более важными этическими вопросами эпизода было удачным, однако эту удачную идею испортил «ленивый сюжет и потерявший былую остроту юмор».
Мэтью Рожа из Salon считает, что эпизод содержит серьёзную критику того, как американская индустрия развлечений идет на компромисс, чтобы удовлетворить правительство Китая, и ему понравилось то, как он это было проиллюстрировано.
Джахара Матисек, профессор Академии ВВС США, высоко оценил этот эпизод в статье для Института современных войн, в которой описывается важность Южного Парка, определяющего американскую позицию в информационной и политической войне против Китая. Матисек утверждает, что запрещенный в Китае эпизод «не только раскрывает конфликт ценностей, но и сам по себе служит способом продвижения американских интересов и мягкой силы в эпоху, когда Китай все чаще пытается навязать авторитарное видение в своем регионе и в мире в целом».
Ренальдо Матадин из CBR.com отметил, что, хотя в сериале группы появлялись и ранее, впервые группа создана не для пародии на музыкальный жанр, а для критики страны, в данном случае — Китая.
Джереми Ламберт из 411mania.com поставил эпизоду оценку 7,5 из 10, назвав его «хорошим». По его мнению, если бы начало эпизода было удачным, эпизод можно было бы назвать одним из лучших в сериале, но начало вышло затянутым, а концовка — удачной.

## Реакция властей Китая
Из-за критики политики китайского правительства в этом эпизоде сериал «Южный Парк» был полностью запрещен в Китае, этот запрет распространяется и на потоковые сервисы, и на социальные сети.
В ответ на запрет «Южного Парка» в Китае Мэтт Стоун и Трей Паркер остались верны своей позиции, опубликовав саркастические «извинения»: «Как и НБА, мы приветствуем китайских цензоров в наших домах и в наших сердцах. Мы тоже любим деньги больше, чем свободу и демократию. Си вовсе не похож на Винни-Пуха. Не пропустите наш 300-й эпизод в эту среду в 10 часов! Да здравствует Великая коммунистическая партия Китая! Пусть этой осенью урожай сорго будет обильным! Теперь мы хорошие, а Китай?» — намёк на продолжавшуюся тогда полемику вокруг Национальной баскетбольной ассоциации и комментариев Дэрила Морея относительно протестов в Гонконге в 2019 году. В ночь на 8 октября 2019 года эпизод был показан на оживленной улице в районе Самсёйпоу в Гонконге в знак протеста против решения китайских властей.